# 史上最強のメガヒット カラオケBEST100 完璧に歌って1000万円
『史上最強のメガヒット カラオケBEST100 完璧に歌って1000万円』（しじょうさいきょうのメガヒット カラオケベストひゃく かんぺきにうたっていっせんまんえん）は1999年12月18日から2010年10月8日までテレビ朝日系で放送された音楽バラエティ番組（特別番組）。

## 概要
『ウッチャンナンチャンの炎のチャレンジャー これができたら100万円!!』（以下、炎チャレ）内の競技「カラオケ歌詞を見ず一曲完璧に歌い切ったら100万円」の、いわゆるスピンオフ番組である。炎チャレは基本的に一般視聴者が挑戦する番組だったのに対し、当番組は芸能人が挑戦。
『炎チャレ』、『いきなり!黄金伝説。』（以下、黄金伝説）の兄弟番組として扱われていた。番組では『炎チャレ』時代のBGMや演出テロップを流用しており、『炎チャレ』、『黄金伝説』のテロップを引き継いでいた。
2010年10月8日の放送をもって番組終了。全31回、11年の歴史に幕を閉じた。

## 出演者

### 司会
| 名前                           | 出演回      |
| ------------------------------ | ----------- |
| 久本雅美                       | 全ての回    |
| 今田耕司・東野幸治             | 第1回       |
| ココリコ（遠藤章造・田中直樹） | 第2 - 15回  |
| 小池栄子・青木さやか           | 第16 - 31回 |

### テレビ朝日アナウンサー
| 名前       | 出演回      |
| ---------- | ----------- |
| 下平さやか | 第1回       |
| 徳永有美   | 第2 - 4回   |
| 石井希和   | 第5 - 15回  |
| 武内絵美   | 第16 - 31回 |

## 放送日
- 視聴率はビデオリサーチ関東地区調べ
- 2007年1月22日に『月バラ!』枠として特別編を放送（視聴率：7.7%）。

| 回 | 放送年 | 放送日   | 曜日 | 時間          | 視聴率 |
| -- | ------ | -------- | ---- | ------------- | ------ |
| 1  | 1999年 | 12月18日 | 土   | 18:58 - 20:54 | 12.8%  |
| 2  | 2000年 | 03月30日 | 木   | 20:00 - 21:48 | 12.2%  |
| 3  | 2000年 | 09月21日 | 木   | 19:00 - 21:48 | 15.4%  |
| 4  | 2000年 | 12月28日 | 木   | 20:54 - 23:04 | 13.2%  |
| 5  | 2001年 | 03月26日 | 月   | 19:00 - 21:48 | 14.1%  |
| 6  | 2001年 | 10月09日 | 火   | 19:00 - 21:48 | 12.3%  |
| 7  | 2002年 | 01月04日 | 金   | 21:00 - 23:24 | 14.1%  |
| 8  | 2002年 | 03月28日 | 木   | 19:00 - 21:48 | 11.1%  |
| 9  | 2002年 | 09月23日 | 月   | 19:00 - 21:48 | 14.6%  |
| 10 | 2003年 | 01月02日 | 木   | 21:00 - 23:04 | 13.2%  |
| 11 | 2003年 | 03月24日 | 月   | 19:00 - 21:48 | 13.1%  |
| 12 | 2003年 | 10月09日 | 木   | 19:00 - 21:48 | 15.8%  |
| 13 | 2004年 | 01月03日 | 土   | 21:00 - 23:04 | 14.0%  |
| 14 | 2004年 | 04月08日 | 木   | 19:00 - 21:48 | 12.5%  |
| 15 | 2004年 | 10月15日 | 金   | 19:00 - 21:48 | 15.5%  |
| 16 | 2005年 | 04月08日 | 金   | 19:00 - 21:48 | 16.4%  |
| 17 | 2005年 | 09月30日 | 金   | 19:00 - 21:48 | 15.9%  |
| 18 | 2005年 | 12月29日 | 木   | 18:30 - 21:15 | 11.5%  |
| 19 | 2006年 | 04月07日 | 金   | 19:00 - 21:48 | 17.7%  |
| 20 | 2006年 | 09月29日 | 金   | 19:00 - 21:48 | 13.9%  |
| 21 | 2006年 | 12月29日 | 金   | 18:30 - 20:54 | 11.4%  |
| 22 | 2007年 | 04月13日 | 金   | 19:00 - 21:48 | 16.6%  |
| 23 | 2007年 | 10月12日 | 金   | 19:00 - 21:48 | 15.4%  |
| 24 | 2008年 | 01月03日 | 木   | 18:30 - 20:54 | 09.8%  |
| 25 | 2008年 | 04月11日 | 金   | 19:00 - 21:48 | 12.3%  |
| 26 | 2008年 | 10月10日 | 金   | 19:00 - 21:48 | 13.2%  |
| 27 | 2009年 | 03月30日 | 月   | 19:00 - 21:48 | 13.0%  |
| 28 | 2009年 | 09月24日 | 木   | 19:00 - 21:48 | 13.7%  |
| 29 | 2010年 | 01月06日 | 水   | 19:00 - 21:48 | 12.0%  |
| 30 | 2010年 | 03月24日 | 水   | 19:00 - 21:48 | 10.1%  |
| 31 | 2010年 | 10月08日 | 金   | 19:00 - 21:48 | 08.3%  |

## コーナー
- 失敗すると炎チャレ同様、ドラの音が鳴り照明が赤転する演出がある。

### 得点カラオケシリーズ

#### 規定点以上
| コーナー名                          | 登場回     |
| ----------------------------------- | ---------- |
| 目指せ!80点/90点 得点カラオケ       | 第3・4回   |
| 目指せ!800点/900点 減点カラオケ     | 第5回      |
| 団体得点カラオケ                    | 第5 - 8回  |
| ものまね得点カラオケ                | 第6 - 31回 |
| 得点カラオケ 本人持ち歌バージョン   | 第6 - 11回 |
| 得点カラオケ 芸人ネタ見せバージョン | 第15回     |
| 悲しい女のひとりカラオケ            | 第16回     |

#### 対決
| コーナー名                          | 登場回      |
| ----------------------------------- | ----------- |
| 得点カラオケ 本人タイマンバージョン | 第17回      |
| 得点カラオケ LOVEソング対決         | 第19 - 21回 |
| 得点カラオケ ドラマ主題歌対決       | 第20回      |
| 得点カラオケ ガチンコ対決           | 第22 - 25回 |
| 得点カラオケ 名曲カバー対決         | 第25・26回  |
| 得点カラオケ No.1決定戦             | 第29回      |
| 得点カラオケ 女の頂上決戦           | 第30回      |
| 得点カラオケ 勝ち抜き!十八番バトル  | 第31回      |

### 過去に行われたコーナー
| コーナー名                                 |
| ------------------------------------------ |
| ジャイアントピアノ ちゃんと弾けたら100万円 |
| 勝ち抜きイントロNo.1                       |
| 穴埋めカラオケランキング BEST50            |
| カラオケメドレーバトル                     |
| 涙なしには歌えません…泣いたら賞金カラオケ  |

## スタッフ
- 構成：高須光聖（第1回 - ）、鈴木おさむ（第2回 - ）
- 技術：大川戸元昭（第27回、第9,20回はカメラ）、住田清志（第27回）
- カメラ：浅川英俊（第1,27回）、雨森貴之、佐藤圭（共に第27回）、大島秀一（第14,27回、第12,15回は技術）、福原正之、大槻和也（共に第27回）
- 音声：新井八月、森永茂（共に第27回）
- VTR：伊藤節（第20,27回、文化工房）
- 映像：依田摂子、駒井譲（共に第20,27回）
- 照明：真如博之（第27回）
- PA：石渡洋志（第1,9,10,12 - 15,20,27回 - ）
- 美術：井磧伸介（第2 - 9,20,27回、第1回はデザイン、第10回は美術デザイン）
- デザイン：前田香織（第27回）
- 美術進行：高橋徹（第9回-）、田島えりか、小笠原五郎（共に第27回）
- 大道具：松本寿久（第27回）
- 小道具：塚谷将朗（第1,10 - 14,27回）
- 電飾：對馬淳一、服部勇太（共に第27回）
- 特殊効果：吉川剛史（第4,9回 - ）
- オブジェ：松井達彦（第2,20,27回）
- トラス：細田正利（第9 - 15,27回）
- LEDビジョン：小材剣吾（第12回 - 、第4,10,11回はマルチ）
- アクリル装飾：岡林和志（第20,27回）
- CG：山本貴歳（第27回）
- 衣装：杉崎康夫（第20,27回）
- メイク：段久美子（第27回）
- ものまねメイクカツラ：山田かつら（第20,27回）
- 編集：奈良直樹（第27回）
- MA：小笠原恭司（第27回）
- 音効→効果：小沼圭（第1回 - ）、宮本陽一（第9 - 13,20,27回、第1,2回は音効）
- TK：中里優子（第1回-）
- 編成：高橋正輝、吉見尚子
- 広報：椿本晶子
- 制作スタッフ：荻野健太郎（第11回 - ）、佐宗威史（第12回）、鷲谷恵美子（第20,27回）、水落美咲、芳野真也、金原雄介、白井法子、大久保夏織／片野正大、舘智有里、三浦靖雄、新田良太、栗原大祐、小倉弘正、丸橋美香
- デスク：小倉彩子（第27回）
- WEB：植松幸恵（第27回、第20回はWEB制作）
- アシスタントプロデューサー：伊部千佳子（第12回 - ）、渡部かおり（第27回）//竹山知子
- ディレクター：西澤恵美（第20,27回、第11 - 15回は制作スタッフ）、矢野和久（第27回）、篠原崇（矢野・篠原→第20回は制作スタッフ）／岩本浩一（第2回 - 、第9回は制作スタッフ）
- 演出：小林賢一（第27回、第4,10回はディレクター、第9回は制作スタッフ）
- プロデューサー：荒井祥之
- ゼネラルプロデューサー：寺田伸也（2009年秋よりGPで、第27回はチーフプロデューサー、第1 - 10回はディレクター、第11回は演出、第12 - 15回はプロデューサー・チーフディレクター、第20回は演出・プロデューサー）
- 協力：AQUA、USEN、シダックス、カラオケ館
- 制作協力：メディア・バスターズ（プロデューサー：杉山ゆかり（第20回 - ））
- 制作著作：テレビ朝日（2003年9月までは全国朝日放送株式会社）

### 過去のスタッフ
- 企画：平城隆司（第26回 -、第1 - 13回はプロデューサー・演出、第14 - 25回はチーフプロデューサー）
- チーフプロデューサー：河口勇治（第9-11回はディレクター、第20回は制作スタッフ）
- プロデューサー：山本隆司（第1,2回）、内山聖子（第1回）、本居幸治（第1 - 11回）、小菅聡之（第11 - 15回）、中野光春（第11 - 15回、第2,4,9回はAP）、吉村周（第27回）
- ディレクター：奥田隆英（第1-10回）、武井巧（第1回）、安達敏春（第1回）、杉林正康（第1,2回）、制野慎太郎（第11 - 15回）、岩田徹、村上直行（共に第11回）、松木大輔（第12回）、飯干友樹（第12,13,15回）、林洋輔（第13 - 15回）、松浦健太郎（第15回）、南大輔（第20回）、赤木直幸（第27回）、小峰智（第9回は制作スタッフ）
- アシスタントプロデューサー：佐土秀美（第9 - 12回、第4回はデスク）、鈴木祐啓（第11 - 15,20回）
- 制作スタッフ：長谷川栄治、西岡三恵、織田優子（共に第9,10回）、斉藤佳奈子（第9回）、谷川真耶（第9回 - ）、浅原和博（第10回）、勝部愛（第10 - 12回）、奥村篤人、中村恵、松野清久、伊藤秀範（共に第11回）、水野恵美子、松本洋平・山城洋昌、渡辺章太郎（共に第12回）、苅田英次（第12,14回）、田中千歳、前川強（前川→第11回はディレクター）、平川和志、滝澤大、風見昌弘（風見→第11回はディレクター）（共に第13回）、上條昌樹（第13回 - ）、岡村淳、本岡豊基（本岡→第11 - 13回はディレクター）（共に第14回）、糸川慶樹（第14回 - ）、水本悟・立川伸太郎（立川→第10回はカメラ）、白井伸之（共に第15回）、磯貝翼（第15,20回）、神戸一虎・西新（第12,20回、第13回はAP、第15回はプロデューサー）、甲斐候一、中田智也、森雅史、寺島直樹、宮澤義則、大庭進也、蝦名奈月、中田麻紀子、高見慎哉、角川真美（共に第20回）、緒方彰大、草柳孝司（共に第20,27回）、小川善弘、梅内美穂、西山隆一、郷力大也、大野剛史、藤澤貴之、水島哲志、畠中洋介、米田裕一、峰島あゆみ、舟橋政宏（共に第27回）//佐野敬信、松岡信行、横田侑子
- 構成：すずきB（第1-15回）、福田雄一、興津豪乃、工藤ひろこ、なかじまはじめ、細村卓也、長谷川大雲（福田以降→第20回）
- 技術：関口光男（第1回）、内野盛和（第2回）、説田比登志（第4回、第1回はカメラ）、高橋政博（第11回）、平野友章（第11,12回）、山本信之（第13回、第2回はカメラ）、栗林克夫（第13,14回）、二瓶友美（第14,15回、第1,12,13回はカメラ）、加藤英昭（第20回、第15回はカメラ）、外川真一（第20回）
- カメラ：小林俊明（第1回）、福元昭彦、牧由美子（共に第2回）、夏目新（第2,4回）、片平修巳（第9回）、石黒康一（第9,15,20回）、田中雅積（第10,11回）、品本幸雄（第11回）、中司武史（第12回）、西村佳晃（第13回）、高木武彦（第14回、第9,10回は技術）、古橋稔（第14回、第10回は技術）、塩田俊之、中村義孝（共に第15回）、熱田大（第15,20回）、稲川俊一郎、渡邉良平、錦戸浩司（共に第20回）
- 音声：廣瀬雄一（第1 - 12回）、川野奈巳（第1回）、阿部健彦（第2回）、小原修策（第12回）、坂上雄一郎（第13,14回）、酒井秀一（第13-15回）、胡桃澤啓司（第15回）、爲田あかね、清水美都子（共に第20回）
- PA：加茂竜次（第2回）、横張史靖（第4回）、天野正方（第11回）
- 映像：瀬尾直之（第1回）、岡田大輔（第1,11回）、井上亮（第2,4回）、重岡恵吾（第2,15回）、遠藤修二（第9,10,12回）、監物直（第13回）、小山恭司（第14回）、駒井満（第15回）
- 技術アシスト：渡辺治（第1,2回）、木村元（第4回）、生沼登（第9回）、清水政(正)寿（第10,11回）
- 照明：今野恒俊（第1,2,4回）、市川一弘（第1,9 - 11回）、小林清志（第2回）、小松武士（第12 - 14回）、中野照規（第12-15,20回）、高野安隆（第15回）
- ENG：纐纈晃浩（第15回、TSP）
- ロケ技術：スウィッシュ・ジャパン（第1回）
- 美術：北原國彦（第1回）、宇家譲二（第14回）
- 美術デザイン：福田亜矢子（第11 - 15回、第9回はデザイン）、森永牧子（第20回）
- デザイン：玉置未和（第4回）
- 美術進行：金原典代（第1,2回）、佐々木小百合（第1回）、判田浩（第2,4回）、入江大介（第9,10,12 - 15,20回）、松平郁子（第11回）、加藤周一（第12 - 14回）、十時健太（第20回）
- 大道具：高田一則（第1回）、松野秀夫（第2回）、田口泰久（第4,11 - 15回）、藤本岳（第9,10回）、梅澤宏、小山龍太（共に第20回）
- 小道具：橋本浩一（第2回）、長谷川剛（第4,9,20回）、勝山誠（第15回）
- 電飾：長雅英（第1,2回）、長田雅宏（第4回）、高橋友之（第9回）、畠沢優一（第10回）、森至世（第11回）、八木澤市朗（第14回）
- 電飾・特機：吉田恭子（第15回）、山中正喜（第20回）、黒野堅太郎（第20回、第12,13回は電飾）
- 特殊効果：大野晃一（第1回）、安田佳弘（第2回）
- オブジェ：宮崎美保（第1回）、稲垣雄二（第4回）、大野周一（第9 - 11,13 - 15回）、藤原美歩（第12回）
- トラス：倉成純一（第20回）
- バルンアート：橋本隆（第4回）
- レーザー：戸倉浩治（第9回）
- アクリル装飾：大川有一（第11,13 - 15回、第9,10回はアブストラクト）、菊池博（第12回）
- マルチ：定仙浩（第1,2回）、前島亮二（第9回）
- 衣装：大友雄士郎（第9,11 - 15回）、樋口唱平（第10回）
- メイク：津留ルミコ（第9,14,15,20回）、下山麻衣子（第10,11回）
- メイク・カツラ：甲斐女衣花（第12,13回）
- カツラ：川田明子（第14,15回）
- 結髪：池田美里（第9回）、石橋季枝（第10回）、平野勝由（第11回）
- CG：福田隆之（第1 - 11回）、木村啓作（第1,2回）、加藤朱美（第12 - 15回）、丹羽央幸（第20回）
- 編集：岩立登志雄、上梶拓也、伊藤英二（共に第1回）、中村仁志、上野譲（共に第2回）、渡辺健一（第2,4回）、林芳宗（第4回）、市原道宏、尾崎雄一（共に第9回）、石谷良、川合信吾（共に第10回）、田澤智史（共に第11回）、丸山祐介（第11,13回）、本郷孝之（第12回）、吉田睦（第13回）、松沢章（第14回）、野口高志（第15回）、高橋将和（第20回）
- MA：阿左美茂樹（第1,12回）、岩野博昭（第2,10,11,13,14回）、遠山正（第4,9,20回）、小田崇（第15回）
- 音効：古川貴彦（第4回）
- 音効→効果：坂井信行（第14,15回）
- タイトル：安田達夫（第1 - 11回）
- 編成：藤川克平（第11,12回）、小野仁（第12回 - ）、吉川昌克（第13 - 15,20回、第2回はディレクター、第4,9-12回はプロデューサー）、松瀬俊一郎（第13 - 15,20回、第9 - 12回はAP）、吉田勝文（第15回）、松野良紀（第27回）、林雄一郎
- 広報：佐藤佳則（第1,2回）、粟井淳（第4回）、小出わかな（第9,10,20回）、小久保聡（第11回）、永末理奈（第10,11回は編成）、平野三和（第13 - 15,20回）、加藤直美（第27回）
- 協力：JOYSOUND（第4回 - ）、第一興商（第1,2,13 - 15,20回）
- 美術協力：テレビ朝日クリエイト（第10回）
- 制作協力：NCV（番組初期）、メディア・バスターズ（プロデューサー：徳永一彦（第12 - 15回）、鈴木延夫（第20回））

## 放映ネット局
- テレビ朝日系列（ANN）24局の同時ネット。ただしクロスネット局の福井放送（NNN / ANN）・テレビ宮崎（FNS / NNN / ANN）では放送なし。
- テレビ朝日系列外
  - チューリップテレビ（JNN）
  - 山陰中央テレビジョン放送（FNS）
  - テレビ高知（JNN）
  - テレビ山梨（JNN）